# Juntos até o final
Juntos è un singolo della cantante brasiliana Paula Fernandes e del cantante brasiliano Luan Santana, pubblicato il 19 maggio 2019 di Universal Music. Si tratta di una reinterpretazione di "Shallow", una canzone registrata dalla cantante americana Lady Gaga e dall'attore connazionale Bradley Cooper per la colonna sonora del film A Star Is Born, originariamente composta da Lady Gaga, Andrew Wyatt, Anthony Rossomando e Mark Ronson. Questa versione è interamente composta da Paula Fernandes. La canzone fa parte della colonna sonora della soap opera Bom Sucesso su Rede Globo.
Una seconda versione è stata pubblicata l'11 luglio 2019 solo con la voce di Fernandes, che funge da primo singolo dall'album live "Origens" (2019).